# Nakajima Ki-8
Nakajima Ki-8 (яп. 中島 キ 8) — проєкт винищувача Імперської армії Японії 1930-х років.

## Історія створення
У 1933 році фірма Nakajima запропонувала командуванню ВПС Імперської армії Японії проєкт розробленого за власною ініціативою двомісного винищувача, який отримав назву Ki-8.
Це був суцільнометалевий моноплан з монококовим фюзеляжем, з шасі в обтічниках, що не складались. Літак був оснащений двигуном повітряного охолодження Nakajima Ha-1 Kotobuki потужністю 550 к.с.
Озброєння складалось з двох синхронних 7,7-мм кулеметів «Тип 89» для стрільби вперед, і ще одним таким самим кулеметом, розташованим позаду на турелі.
У цілому літак мав досить прогресивну конструкцію, тому було замовлено одразу 5 прототипів, які були виготовлені у 1934–1935 роках. Випробування показали деякі недоліки літака, зокрема недостатню стійкість.
Хоча ці недоліки були оперативно усунуті, проте сама концепція двомісного винищувача була піддана серйозній критиці, і доопрацювання Ki-8 було припинене.

## Тактико-технічні характеристики

### Технічні характеристики
- Екіпаж: 2 чоловік
- Довжина: 8,17 м
- Висота: 3,57 м
- Розмах крил: 12,88 м
- Площа крил: 28,50 м ²
- Маса пустого: 1 525 кг
- Маса спорядженого: 2 111 кг
- Двигуни: 1 х Nakajima Ha-1 Kotobuki
- Потужність: 550 к. с.

### Льотні характеристики
- Максимальна швидкість: 328 км/г
- Крейсерська швидкість: 296 км/г
- Дальність польоту: 1 000 км
- Практична стеля: 8 760 м

### Озброєння
- 2 х 7,7-мм синхронні кулемети «Тип 89» для стрільби вперед
- 1 х 7,7-мм кулемет «Тип 89» в задній турелі